# General Electric Theater
General Electric Theater är en amerikansk dramakomediserie som ursprungligen sändes på TV-kanalen CBS från 1 februari 1953 till 3 juni 1962. Serien består av tio säsonger med 302 avsnitt sammanlagt. Den hade en stjärnpackad rollista med flera välkända gästskådespelare, däribland Ronald Reagan som var återkommande programledare mellan åren 1954 och 1962.
General Electric Theater är en antologi vilket betyder att serien saknar därmed löpande handling. Varje avsnitt introducerar nya karaktärer ofta gestaltade av samma skådespelare. Serien sponsrades av teknikkonglomeratet General Electric Company. 

## Gästskådespelare (i urval)
- Burgess Meredith
- Werner Klemperer
- Boris Karloff
- Charles Bronson
- Lon Chaney, Jr.
- Bob Crane
- James Dean
- Judy Garland
- Groucho Marx
- Leslie Nielsen
- Vincent Price